# Distretto di Digor
Il distretto di Digor (in turco Digor ilçesi, armeno Տեկոր, curdo Dîxor) è un distretto della provincia di Kars, in Turchia, nonché il nome del centro abitato (circa 2 720 abitanti) che funge da capoluogo.
Nei pressi del centro abitato si trovano i resti della Chiesa di Tekor, un esempio di edificio religioso armeno risalente al V secolo.